# Guerrero (Tabasco)
Guerrero es una localidad del municipio de Huimanguillo ubicado en la subregión de la Chontalpa del estado mexicano de Tabasco.

## Geografía
La localidad de Guerrero se sitúa en las coordenadas geográficas 17°35′45″N 93°25′36″O / 17.595833, -93.426667, a una elevación de 38 metros sobre el nivel del mar.

## Demografía
Según el Conteo de Población y Vivienda 2020, efectuado por el Instituto Nacional de Estadística y Geografía, la localidad de Guerrero tiene 113 habitantes, de los cuales 53 son del sexo masculino y 60 del sexo femenino. Su tasa de fecundidad es de 2.72 hijos por mujer y tiene 29 viviendas particulares habitadas.
| Gráfica de evolución demográfica de Guerrero entre 1990 y 2020 |
|                                                                |
| INEGI.                                                         |